# Ringwall Unterbuch
Der Ringwall Unterbuch ist eine abgegangene Ringwallanlage (Wallburg) unmittelbar nördlich von Unterbuch einem Ortsteil der Stadt Vilshofen an der Donau im Landkreis Passau in Bayern.
Von der vorgeschichtlichen oder frühmittelalterlichen Anlage sind noch ein 1560 Meter langer Wall und Grabenreste erhalten. Heute ist der Ringwall als Bodendenkmal D-2-7344-0140 „Ringwall vorgeschichtlicher oder frühmittelalterlicher Zeitstellung“ vom Bayerischen Landesamt für Denkmalpflege erfasst.